# Nobody's Children (film)
Nobody's Children este un film american de televiziune din 1994 regizat de David Wheatley. Filmul a fost scris de Petru Popescu și Iris Friedman pentru USA Pictures. Filmul urmărește lupta unui cuplu american cu birocrația pentru a adopta un copil român. 

## Distribuție
- Ann-Margret  - Carol Stevens
- Dominique Sanda ca Stephanie Vaugier
- Jay O. Sanders ca Joe Stevens
- Reiner Schöne ca Sorin Dornescu
- Clive Owen - Corneliu Bratu
- Allan Corduner ca Ion
- Katrin Cartlidge ca Viorica
- Leon Lissek  ca Dr. Preda
- Frances Tomelty	...	Mme. Beziel
- Valentin Teodosiu	...	Dragan
- Felix Totolici	...	Cercel
- Debora Weston	...	Susan
- Sam Douglas	...	Rob
- Elvira Deatcu	...	Fortuna
- Manuela Golescu	...	Elena
- Monica Ghiuta	...	Grandmother
- Marina Procopie	...	Girl in White
- Dan Badarau	...	Chief of Demonstrators
- William Marsh	...	Reporter
- Silviu Stănculescu	...	Vlad
- Serban Celea	...	Adoptions Clerk
- Gabriel Costea	...	Strange Man (as Gabi Costea)
- Camelia Maxim	...	Nurse 3
- Mihai Niculescu	...	M. Beziel
- Angela Ioan	...	Anxious Woman
- Mircea Stoian	...	Angry Man
- Tudor Chirila	...	Soldier at Airport
- Magda Catone	...	Nurse 4
- Claudiu Stănescu	...	Director
- Constantin Barbulescu	...	Airport Official
- Constantin Cotimanis	...	Hotel Receptionist
- Alexandru Bindea	...	Waiter
- Adrian Titieni	...	Man in Supply Room
- Eusebiu Stefanescu	...	Commandant
- Valentin Popescu	...	Lab Technician
- Alexandru Olaru	...	Joey (as Olaru Tudor Alexandru)
- Marta Cirtina	...	Susan - baby
- Corina Cotiga	...	Juliette

## Legături externe
- Nobody's Children la Internet Movie Database